# هیرواکی هیراوکا
هیرواکی هیراوکا (انگلیسی: Hiroaki Hiraoka؛ زادهٔ ۶ فوریهٔ ۱۹۸۵) جودوکار اهل ژاپن است.